# David Gustafsson
David Gustafsson, född 11 april 2000 i Tingsryd, är en svensk professionell ishockeyspelare som tillhör NHL-organisationen Winnipeg Jets och spelar utlånad för Tingsryds AIF i Allsvenskan.
Hans moderklubb är Tingsryds AIF.

## Klubblagskarriär

### NHL

#### Winnipeg Jets
Gustafsson valdes av Winnipeg Jets i den andra rundan, som nummer 60 totalt, i NHL-draften 2018.
Den 13 juni 2019 skrev han på ett treårigt entry level-kontrakt värt 925 000 dollar med Jets.